# کاشت حلزون

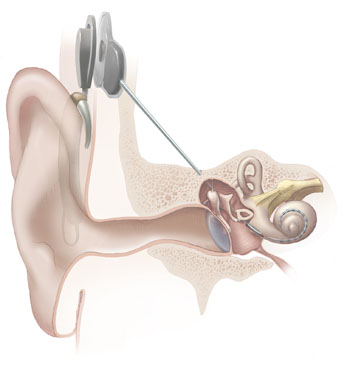
اجزای پروتز کاشت حلزونی شنوایی

پروتز کاشت حلزونی، ابزاری الکترونیکی است که از طریق جراحی در گوش داخلی قرار گرفته و احساس شنیدن صدا در افراد ناشنوا یا کم شنوای عمیق را فراهم می‌کند.
کاشت حلزونیی تنها شکل از مداخلات پزشکی است که می‌تواند به واسطه تحریک الکتریکی عصب شنوایی مقداری از شنوایی را به فرد ناشنوای مطلق بازگرداند.
در حدود سه دهه قبل، کاشت حلزونی برای اولین بار به شکل ابزاری تک الکترودی که عمدتاً برای افزایش توانایی لب خوانی و کمک به فرد در آگاهی از صداها استفاده می‌شد، معرفی گردید. اما امروزه ابزارهای چند الکتروده پیشرفته‌ای موجود هستند که امکان مکالمات تلفنی را نیز به کاربران کاشت شده می‌دهند.
معیارهای کاندیداتوری کاشت نیز تغییرات زیادی کرده‌است و گستره افراد کاندید، به کودکان ۳ ماهه و بزرگ‌سالانی که دارای باقیمانده شنوایی قابل توجهی به‌ویژه در بسامدهای پایین هستند افزایش یافته‌است.
موسسات تجاری و تحقیقاتی رشد قابل توجهی داشته‌اند و سالانه میلیون‌ها دلار درآمد مالی از این طریق کسب کرده و بخش گسترده‌ای از آن را صرف مطالعات فنی، پزشکی و نوروساینس کاشت حلزونی می‌کنند.
امروزه بیش از ۱۸۸۰۰۰ نفر در سراسر دنیا از کاشت حلزونی به عنوان ابزاری مفید برای بازگردانی عملکرد شنوایی استفاده می‌کنند. با وجود آن که در عملکرد شنوایی کاربران این پروتز اختلافاتی دیده می‌شود اما به جرات می‌توان گفت که یک کاربر معمولی می‌تواند در محیط ساکت با تلفن صحبت کند. بررسی‌ها در حوزه کاشت حلزونی نیز افزایش چشمگیری داشته‌است و شواهد نشان از رشد مقالات علمی و جمعیت بیماران دارد.

## تاریخچه کاشت حلزونی
مبدأ پیدایش کاشت حلزونی شنوایی را می‌توان در ۲۰۰ سال قبل (۱۸۰۰ میلادی) و در تحقیقات دانشمند ایتالیایی آلساندرو ولتا -مخترع باتری- جستجو کرد. این دانشمند با استفاده از باتری به عنوان یک ابزار تحقیقاتی نشان داد که تحریک الکتریکی در انسان می‌تواند مستقیماً احساس شنوایی، بینایی، بویایی و لامسه را ایجاد نماید. وی با قرار دادن دو انتهای یک باتری ۵۰ ولت در هر یک از گوش‌های خود شوکی شدید در سرش احساس کرد و سپس صدایی نویز مانند را شنید. آسیب‌رسان بودن این کار موجب شد تا وی از ادامه پژوهش در این زمینه خودداری کند.
تا ۱۵۰ سال بعد از آن هیچ مطالعه سامانمند و بی‌خطری در مورد تأثیرات تحریک الکتریکی منتشر نشد تا اینکه تکنولوژی الکتریکی مدرن پدیدار گردید. استیونس و همکارانش(۱۹۳۷، ۱۹۳۹ و ۱۹۴۰ میلادی) با استفاده از ارتعاشگرها و آمپلی‌فایرهای لامپ خلأ، حداقل ۳ سازوکار مسئول در «درک الکتروفونیک» را شناسایی کردند.. سازوکار اول مرتبط با تأثیرات الکترومکانیکی است که در آن تحریکات الکتریکی موجب ارتعاش سلول‌های مویی درون حلزون شده و در نتیجه احساس شنیدن صدایی با زیربمی بسامد سیگنال به وجود می‌آید.. سازوکار دوم مرتبط با تبدیل سیگنال الکتریکی توسط پرده تمپان به سیگنال آکوستیکی است که منجر به درک زیروبمی تونال در بسامدی برابر با ۲ برابر بسامد سیگنال می‌شود. استیونس و همکارانش متوجه شدند تحریک الکتریکی در بیمارانی که فاقد پرده تمپان بودند باعث می‌شد تا این افراد فقط بسامد سیگنال اصلی را درک کنند.. سازوکار سوم نیز مرتبط با فعال‌سازی مستقیم عصب شنوایی بود، چون برخی بیماران گزارش کردند که در برابر تحریکات الکتریکی سینوسی احساس شنیدن صدایی نویز مانند داشته‌اند و گاهی عصب صورتی نیز فعال می‌شده‌است.
البته اولین شواهد تحریک مستقیم عصب شنوایی توسط گروهی از دانشمندان روسی ارائه شد. اندریف و همکارانش (۱۹۳۵ میلادی) گزارش کردند که تحریک الکتریکی در فردی ناشنوا که گوش میانی و داخلی اش آسیب دیده بودند، احساس شنیدن ایجاد کرده‌است. در فرانسه نیز دیجورنو و همکارانش (۱۹۵۷ میلادی) شنوایی موفق با استفاده از تحریک الکتریکی در ۲ فرد ناشنوا را گزارش کردند. موفقیت این گروه موجب شد تا فعالیت‌های علمی زیادی نیز در ایالات متحده شکل بگیرد تا بتوان شنوایی افراد ناشنوا را بازگرداند.
با وجودی که روش‌های آن زمان در مقایسه با شرایط کنونی بسیار ناپخته بود اما این مطالعات ابتدایی موجب شناسایی مشکلات و محدودیت‌های متعددی شد که لازم بود برای تحریک موفقیت‌آمیز عصب شنوایی، بررسی و برطرف گردند. برای نمونه پژوهشگران متوجه شدند که در مقایسه با شنوایی آکوستیکی، تحریک الکتریکی عصب موجب می‌شود تا محدوده پویایی شنوایی کاهش یابد، شیب تابع رشد بلندی افزایش پیدا کند، زیروبمی به چندصد هرتز محدود شود و کوک بسامدی پهن شده یا کاملاً از بین برود.
از جنبه تجاری نیز پروتز کاشت حلزونی تک کاناله House-3M اولین ابزاری بود که موفق به دریافت مجوز تولید از سوی سازمان غذا و داروی ایالات متحده گردید و روی چندصد بیمار کاشت شد. دانشگاه یوتا نیز کاشت حلزونی ۶ کاناله‌ای را معرفی نمود که دارای رابطی زیرپوستی بود و این پروتز نیز دارای چندصد کاربر است. پروتز کاشت حلزونی این دانشگاه با عناوین Ineraid و Symbion در مقالات گذشته معرفی شده و مناسب اهداف تحقیقاتی بود. دانشگاه آنت وِرپ در بلژیک نیز پروتز Laura را معرفی نمود که امکان ارسال تحریکات دو قطبی ۸ کاناله و تک قطبی ۱۵ کاناله را دارا بود. لابراتوار ام-ایکس-ام فرانسه نیز پروتز ۱۵ کاناله تک قطبی با عنوان Digisonic MX۲۰ تولید نمود. بعدها تمامی این پروتزها از رده خارج شدند.
در حال حاضر ۳ کمپانی Advanced Bionic در ایالات متحده باپروتز Clarion، مدل Med-El اتریش و Cochlear استرالیا (با پروتز Nucleus) اصلی‌ترین سازندگان پروتز کاشت حلزونی هستند.

## وضعیت کنونی کاشت حلزونی
طبق آمارهای موجود، تا ماه آوریل ۲۰۰۹ میلادی تقریباً ۱۸۸۰۰۰ نفر در سرتاسر جهان این پروتز را دریافت کرده‌اند. در ایالات متحده نیز ۳۰۰۰۰ بزرگسال و ۳۰۰۰۰ کودک دریافت‌کننده این پروتز بوده‌اند و هر روز نیز بر میزان کاربران آن افزوده می‌شود.

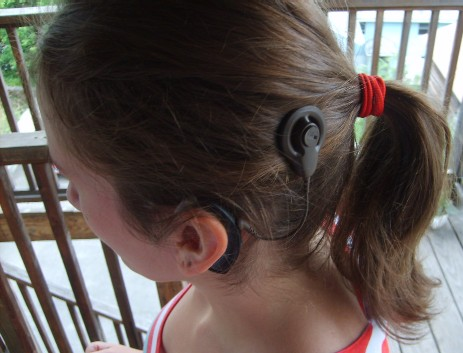
نحوه قرارگیری اجزای خارجی پروتز کاشت حلزونی روی سر بیمار.

پروتزهای تک کاناله ابتدایی اساساً هیچ بازشناسی گفتاری در مجموعه باز فراهم نمی‌کردند (مگر در موارد خاص) اما با تحولات صورت گرفته در تکنولوژی کاشت حلزونی از سال ۱۹۸۰ میلادی به ازای هر ۵ سال حدود ۲۰ درصد افزایش امتیازات بازشناسی گفتار مشاهده می‌شود.
نکته جالب توجه اینست که با وجود اختلاف در استراتژی‌های پردازش گفتار و طراحی الکترودها میان پروتزهای کاشت حلزونی امروزی، اختلاف بارزی در عملکرد دریافت کنندگان این پروتزها دیده نمی‌شود.

## معیارهای انتخاب بیماران
یکی دیگر از نشانه‌های پیشرفت در علم کاشت حلزونی، تغییرات وسیع در معیارهای کاندیداتوری بیماران است؛ به‌طوری‌که فرضاً در مورد آستانه‌های شنوایی، معیار ناشنوایی کامل دو طرفه (بیش از ۱۱۰ دسی بل HL) در دهه ۱۹۸۰ به کم شنوایی شدید (بیش از ۷۰ دسی بل HL) در دهه ۱۹۹۰ تغییر یافته و امروزه نیز معیارهای مبتنی بر بازشناسی گفتار در سطوح فوق آستانه (امتیاز کمتر از ۵۰ درصد در بازشناسی جملات در مجموعه باز با استفاده از سمعک مناسب) را به عنوان معیار کاندیداتوری در نظر می‌گیرند. علاوه بر بزرگ‌سالان انجام کاشت حلزونی برای کودکان نیز با مجوز FDA انجام می‌شود.
در موارد نوروپاتی/نقص همزمانی عصب شنوایی نیز با وجود دارا بودن آستانه‌های نزدیک به هنجار در اودیوگرام، کاشت حلزونی در این افراد انجام شده‌است و عملکرد بیمار خصوصاً در نویز بهبود چشمگیری یافته‌است. ضمناً امروزه برای بیمارانی که دارای باقی‌مانده شنوایی قابل توجه در بسامدهای پایین هستند از پروتزهای کاشت هیبرید با ردیف الکترودی کوتاه (ترکیبی از تقویت آکوستیکی و الکتریکی) استفاده می‌شود.
هر قدر که عملکرد پروتزهای کاشت حلزونی پیشرفت کرده و بهبود یافته‌است، هزینه آن‌ها نیز کاهش یافته و جراحی آن در حجم وسیع تری نسبت به گذشته انجام می‌گیرد تا جایی که پیش‌بینی می‌شود در آینده به سطح قیمت سمعک‌های معمولی برسد و فرد کم شنوا بتواند خود میان سمعک یا کاشت حلزونی (یا هردو) انتخاب نماید.

## مسایل پیش از جراحی و بعد از جراحی
با وجود تحقیقات فراوان، هنوز هیچ ابزاری در دسترس نیست که بتوان با کمک آن قبل از عمل جراحی، عملکرد کاشت حلزونی پس از کاشت را پیش‌بینی نمود. مشخص شده‌است که عوامل مختلفی مانند علت کم شنوایی، طول مدت کم شنوایی و عملکرد شنوایی و گفتار پیش از عمل، می‌توانند بر عملکرد فرد بعد از جراحی تأثیرگذار باشند و بنابراین هیچ‌کس نمی‌تواند در مورد چگونگی عملکرد فرد کاندید پس از کاشت حلزونی از قبل به وی اطمینان دهد. ابزارهای جدیدی مانند تصویربرداری مغزی و ارزیابی‌های شناختی از جمله رویکردهایی هستند که در آینده می‌توانند برای پیش‌بینی نتایج جراحی کاشت حلزونی به کار روند.
روش‌های جراحی کاشت حلزونی نزد پزشکان نیز پیشرفت زیادی داشته‌است و کسب تجربه در جراحی‌های کاشت حلزونی خطرات احتمالی جراحی و آسیب‌های آن و همین‌طور زمان انجام عمل را کاهش داده‌است. برای نمونه زمان جراحی در دهه ۱۹۸۰ میلادی برابر با ۱ تا ۲ روز بستری شدن در بیمارستان بوده‌است اما امروزه تنها چند ساعت زمان در بخش بیماران سرپایی کافی به نظر می‌رسد.
در سال‌های اخیر یکی از نگرانی‌های موجود برای بیماران کاشت حلزونی شده (خصوصاً کسانی که در پروتز آن‌ها از نگهدارنده استفاده می‌شد و بنابراین نیاز به ایجاد دریچه‌ای بزرگتر در حلزون داشت) احتمال ابتلا به مننژیت باکتریال بود. البته امروزه دیگر از نگهدارنده در پروتزهای کاشت استفاده نمی‌شود و واکسیناسیون پیش از عمل و پایش پس از آن احتمال ابتلای بیمار به هرگونه عفونت باکتریال را کاهش داده‌است.

## مسایل آموزشی و زبانی
نکته کلیدی در جراحی کاشت حلزونی کودک ناشنوا این است که آیا وی قادر است در محیط‌های آموزشی تلفیقی رشد زبانی هنجار داشته باشد؟ شواهد موجود نشان می‌دهد که کاشت به موقع می‌تواند تضمین‌کننده فرایند بلوغ هنجار در سیستم شنوایی مرکزی و قشر مغز شود و به دنبال آن رشد زبانی هنجار صورت گیرد.
پس از دریافت پروتز کاشت حلزونی، فرد برای استفاده مطلوب از پتانسیل شنوایی خود باید تحت برنامه‌های فشرده تربیت شنوایی قرار بگیرد تا بتواند حداکثر استفاده را از این پتانسیل‌های شنوایی جدید بنماید. با وجودیکه روش‌های متعددی جهت آموزش این افراد وجود دارد ولی باید گفت که درمان شنوایی-کلامی از مناسبترین روش‌های آموزشی ناشنوایان است که امکان کسب زبان بیانی و گفتار را از طریق گوش دادن فراهم می‌کند.
دو گروه از محققین نشان دادند که در صورت عدم وجود محرکات شنوایی، بلوغ قشر مغز به تأخیر می‌افتد ولی اگر کاشت حلزونی قبل از ۷ سالگی انجام شود، این فرایند بلوغ مجدداً آغاز می‌گردد. ضمناً شواهد دیگر نیز نشان می‌دهد رشد زبانی در کودکان کاشت حلزونی شده بسیار بهتر از سایر کودکان کم شنوای بدون کاشت است و مشابه با کودکان هنجار می‌باشد.

## مسایل نوتوانی (توانبخشی)
تاکنون هیچ پروتکل رسمی و سازمان یافته نوتوانی یا توانبخشی برای کودکان یا بزرگسالان کاشت حلزونی شده معرفی نگردیده‌است. اغلب بیماران نیز فقط به صورت دوره‌ای، برای برنامه‌ریزی و تنظیم پردازشگر گفتار کاشت حلزونی ویزیت می‌شوند. به‌طور میانگین، ناشنوایان پس از دوران زبان آموزی که از کاشت حلزونی استفاده می‌کنند، فرایندهای یادگیری یا تطبیق را برای چند ماه تا چند سال طی می‌کنند و در این مدت عملکرد گفتاری آن‌ها بهبود می‌یابد. بر اساس تفاوت‌های بین فردی، سرعت طی نمودن فرایند تطبیق و همین‌طور سطح نهایی عملکرد در بیماران مختلف متفاوت است و نمی‌توان این اختلافات را به تفاوت در نوع پروتزهای مورد استفاده در بیماران مختلف نسبت داد.
روند سریع افزایش بیماران کاشت حلزونی شده ایجاب می‌کند تا محققین و درمانگران به طرح‌ریزی برنامه‌ها و پروتکل‌های سازمان یافته و مؤثر توانبخشی اقدام نمایند. ضمناً شنوایی‌شناسان، گفتار درمانگران و مربیان آموزش‌های ویژه نیز باید دوره‌های لازم برای نوتوانی و توانبخشی کودکان و بزرگسالان کاشت شده را ببینند و مهارت‌های لازم در این زمینه را کسب کنند.
کودکان ممکن است در حیطه تعادل، حرکات درشت،حرکات ظریف،توجه پایدار و سایر موارد با مسائلی روبه رو باشند.خدمات کاردرمانی به این افراد کمک می کند تا برای دریافت خدمات گفتاردرمانی و تربیت شنیداری همراه تر و همکارتر شوند و در کنار ان مسائل حرکتی نیز درمان شوند

## نکات فنی
پیشرفت فناوری امروزی در دو دهه اخیر، خصوصاً درعلم میکروالکترونیک موجب شده پروتز کاشت حلزونی از پردازش آنالوگ به دیجیتال، از حالت تک‌کاناله به چندکاناله، از رابط‌های زیر جلدی به انتقال ورای جلدی و از مدولاسیون ساده به پردازش‌های بسیار پیچیده تغییر وضعیت دهد.

## طراحی دستگاه
در شنوایی هنجار، صدا از گوش خارجی و گوش میانی عبور کرده و به حلزون گوش داخلی می‌رسد. سپس تبدیل به ایمپالس‌های الکتریکی می‌شود تا درک آن توسط مغز ممکن شود. در اکثر کم شنوایی‌های شدید این فرایند تبدیل صدا به سیگنال‌های الکتریکی دستخوش آسیب می‌شود.
اما کاشت حلزونی به واسطه تحریک مستقیم عصب شنوایی با پالس‌های الکتریکی، این فرایند تبدیل انرژی طبیعی را دور می‌زند؛ بنابراین می‌توان گفت که کاشت حلزونی به نوعی جایگزین عملکرد شنوایی گوش خارجی تا گوش داخلی می‌شود.

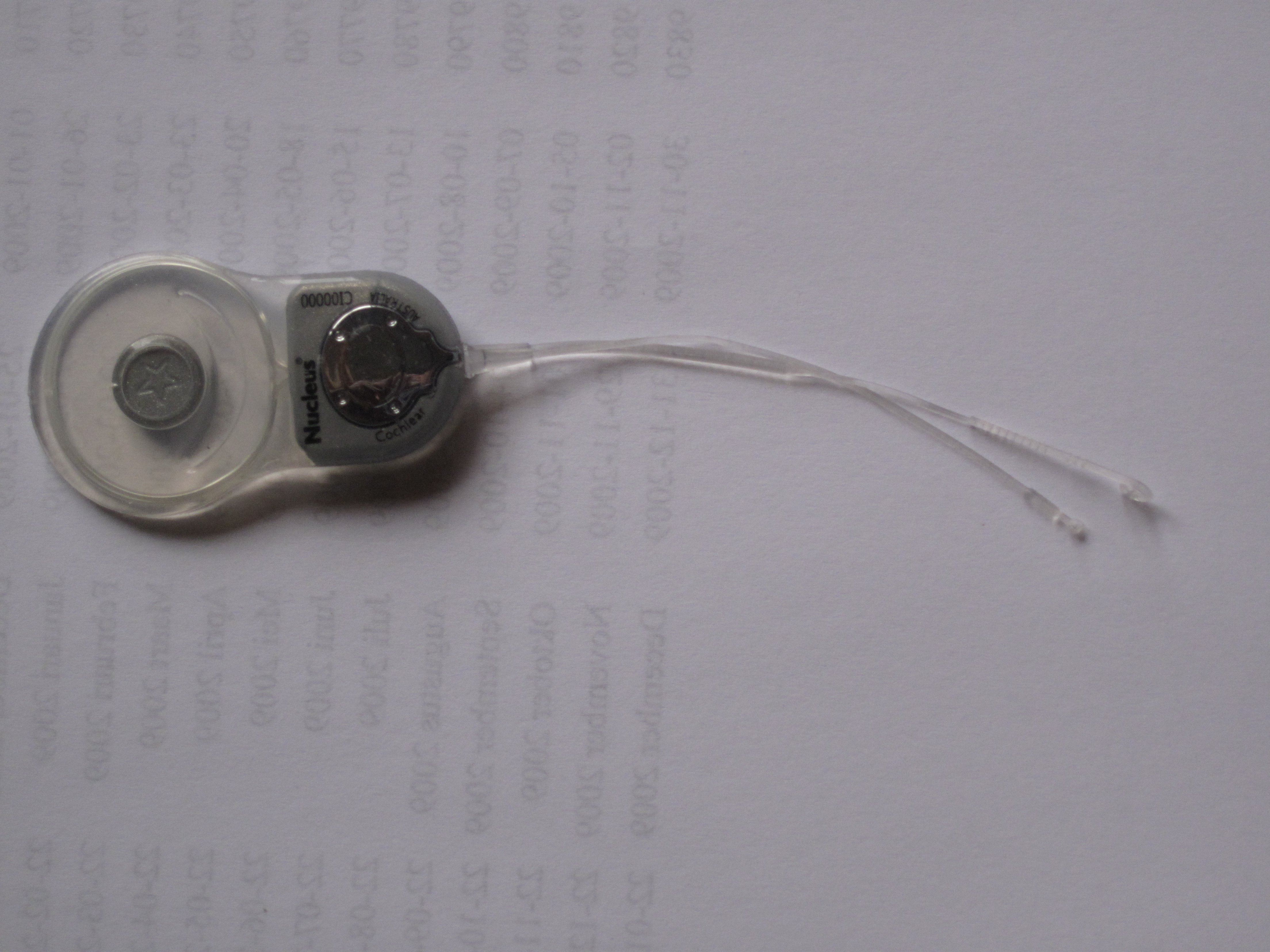
بخش داخلی پروتز کاشت حلزونی (مدل Cochlear Freedom 24 RE)

اجزای اصلی این پروتز عبارتند از یک میکروفون که صدا را از طریق سیم به پردازشگر گفتار خارجی منتقل می‌کند تا در آنجا تبدیل به سیگنال دیجیتالی شود. سپس صدا مجدداً از پردازشگر به قطعه خارجی قرار گرفته روی سر متصل می‌شود. این قطعه خارجی با آهن‌ربا به بخش کاشت شده در زیر پوست متصل است و سیگنال‌های کدبندی شده را با انتقال بسامد رادیویی به آن منتقل می‌کند.
بخش زیر پوستی نیز سیگنال‌های کدبندی شده را رمز گردانی کرده و تبدیل به جریان الکتریکی می‌کند که از طریق یک سیم به حلزون منتقل می‌شود.
الکترود های قرار گرفته در انتهای سیم نیز عصب شنوایی را تحریک می‌کنند و ایمپالس‌های الکتریکی به دستگاه عصبی مرکزی ارسال شده و در آنجا به صورت صوت درک می‌شوند.
با وجود آن که ممکن است برخی اجزای پروتز یا طراحی آن در میان کمپانی‌های مختلف متفاوت باشد، اما اصول کلی عملکرد آن‌ها مشابه یکدیگر است. برای نمونه میکروفون می‌تواند در بالای گوش تعبیه شود یا روی قفسه سینه تعبیه گردد. شکل، رنگ و بسامد رادیویی انتقال سیم پیچ نیز در بین محصولات مختلف متفاوت است اما در تمامی آن‌ها اتصال مغناطیسی امری اساسی است.

## پردازشگر گفتار
پردازشگر، مغز پروتز کاشت حلزونی محسوب می‌شود و با استخراج ویژگی‌های آکوستیکی خاص، آن‌ها را از طریق انتقال بسامد رادیویی کدبندی کرده و پارامترهای موجود در تحریک الکتریکی را کنترل می‌کند.
تمامی پروتزهای امروزی کاشت حلزونی طوری طراحی شده‌اند که از ویژگی سازمان دهی بسامدی حلزون (Cochlear Tonotopic Organization) استفاده کنند. این ویژگی حلزون موجب کدبندی اطلاعات بسامد پایین در بخش راسی و اطلاعات بسامد بالا در بخش پایه حلزون می‌شود؛ بنابراین، تمامی پروتزها دارای فیلترهایی هستند که سیگنال گفتاری را به باندهای بسامدی مختلفی تقسیم می‌کند، اما آنچه آن‌ها را از یکدیگر متمایز می‌کند، استراتژی‌های مورد استفاده برای استخراج، کدبندی و انتقال ویژگی‌های مختلف سیگنال گفتاری است.

## الکترودها
الکترودهای اولیه دارای سیم‌هایی از جنس طلا یا مس بودند اما تمامی الکترودهای امروزی از پلاتین یا ترکیبات پلاتین-اریدیوم ساخته می‌شوند. البته الکترودهای امروزی از جنبه ویژگی‌های هندسی و شیوه تحریک نیز متفاوت از گذشته هستند.
شکل الکترودها در پروتز Nucleus به صورت حلقه‌ای است اما در کمپانی Clarion به شکل توپی و در کمپانی MedEl به صورت دمبلی طراحی شده‌است.
ممکن است ردیف الکترودی برای قرارگیری با عمق کم در حلزون (در پروتزهای هیبرید اکوستیک-الکتریکال) کوتاه شده باشد یا به دو ردیف جداگانه تقسیم شود تا در موارد استخوانی شدن لابیرنت بتواند جداگانه در پیچ‌های اول و دوم حلزون قرار گیرد.
بسته به جایگاه الکترود زمین، اشکال مختلفی از تحریکات الکترودی با عناوین تک قطبی، دو قطبی و سه قطبی وجود دارد:
- در الگوی تک قطبی، الکترود زمین در خارج از حلزون و معمولاً روی عضله تمپورالیس در پشت گوش قرار می‌گیرد اما می‌توان آن را روی قاب پوشاننده قطعات الکترونیکی داخلی قرار داد.
- در الگوی دو قطبی، الکترود زمین در داخل حلزون و مجاورت الکترودهای تحریکی قرار می‌گیرد.
- در حالت سه قطبی، دو الکترود زمین وجود دارد که هر کدام در یک سوی الکترودها قرار می‌گیرد و هر یک نیمی از جریان منتقل شده به الکترودهای تحریکی را دریافت می‌کند.

شواهد به دست آمده از مطالعات شبیه‌سازی و اطلاعات فیزیولوژیک نشان می‌دهد که با تغییر الگوی تحریک از حالت تک قطبی و دو قطبی به سه قطبی موجب کاهش فعالیت فضایی می‌شود. اطلاعات روان‌فیزیکی نیز نشان از افزایش آستانه از حالت تک قطبی به دو قطبی می‌شود، اما عملکرد گفتار در دو حالت تفاوتی نمی‌کند.

## تله متری
اکثر سیستم‌های کاشت حلزونی امروزی دارای عملکرد تله متری (سنجش عملکرد از راه دور) هستند و بنابراین می‌توان با دقت به اندازه‌گیری و پایش امپدانس الکترودها، پراکندگی میدان الکتریکی و فعالیت‌های عصب پرداخت.
مونیتورینگ امپدانس الکترودها در شناسایی کوتاه شدن یا بازشدن الکترودها کمک‌کننده‌است. اندازه‌گیری میدان الکتریکی و فعالیت عصب نیز امکان ارزیابی عینی فعل و انفعالات الکترود و عصب را میسر می‌کند.
امروزه این ابزارها در فیتینگ کاشت حلزونی، خصوصاً در کودکان که همکاری کمتری دارند و پاسخ‌های رفتاریشان قابل اطمینان نیست، بسیار با اهمیت هستند.

## سیستم‌های فیتینگ
برای اطمینان از مؤثر و کارآمد بودن تحریکات الکتریکی، ضروری است تا پروتز تمامی بیماران برنامه‌ریزی و فیتینگ شود. تنوع استراتژی‌های پردازش گفتار و افزایش پارامترهای قابل تنظیم در سیستم‌های امروزی امکان ایجاد تنظیمات و برنامه‌های مختلف در پردازشگر کاشت حلزونی را فراهم کرده و بیمار می‌تواند در محیط‌های مختلف شنیداری (سکوت، نویز و…) از برنامه‌های جداگانه‌ای سود ببرد.

## نتیجه‌گیری
به نظر می‌رسد که در آینده شاهد پروتزهای بهتر و کوچکتری باشیم. پیشرفت سریع در تکنولوژی موجب تغییرات زیادی در نسل بعدی کاشت حلزونی شده و عملکرد کلی و فیزیکی آن را تحت تأثیر قرار خواهد داد.
استراتژی‌های جدید پردازش سیگنال، کاشت حلزونی دو طرفه و پروتزهای هیبرید قادر به استخراج، کدبندی و انتقال ویژگی‌های مهم گفتار خصوصاً پارامترهای ظریف زمانی و طیفی آن می‌شوند و در نتیجه درک گفتار در نویز، لذت بردن از موسیقی، تفکیک و مکان‌یابی صداها و توانایی شناسایی اشیاء با تکیه بر حس شنوایی افزایش می‌یابد.
میکروماشین‌ها و تکنولوژی‌های نانومیمتیک و بایومیمتیک موجب طراحی رابط‌ها، الکترودها، میکروفون‌ها، منبع تغذیه‌های پیشرفته و سازگار با بدن می‌شوند و امکان طراحی پروتزهای کاملاً قابل کاشت در بدن (بدون هیچ قطعه خارجی) وجود دارد.